# Marquesado de Coscojuela
El marquesado de Coscojuela es un título nobiliario español creado en 3 de abril de 1647 por el rey Felipe IV a favor de José María de Moncayo y Altarriba y Gurrea, mayordomo mayor del rey. En 23 de enero de 1727, el rey Felipe V, concedió la grandeza de España al tercer titular. La denominación del título hace referencia a Coscojuela de Fantova, señorío previo de la familia del primer titular del marquesado.

## Marqueses de Coscojuela
|                        | Titular                                         | Periodo                |
| Creación por Felipe IV | Creación por Felipe IV                          | Creación por Felipe IV |
| ---------------------- | ----------------------------------------------- | ---------------------- |
| I                      | José de Moncayo Altarriba y Gurrea              | 1647-1678              |
| II                     | Diego de Moncayo y Heredia                      | 1678-1698              |
| III                    | Juan Bartolomé Isidro de Moncayo y Palafox      | 1698-1745              |
| IV                     | Joaquín Atanasio Pignatelli de Aragón y Moncayo | 1745-1776              |
| V                      | Juan Luis Fernández de Heredia                  | 1776-1801              |
| VI                     | Armando Casimiro Luis de Aragón y Egmond        | 1801-1809              |
| VII                    | Juan Domingo Pignatelli de Aragón y Gonzaga     | 1809-1819              |
| VIII                   | Juan Domingo Pignatelli de Aragón y Wall        | 1819-1823              |
| IX                     | Juan Bautista Pignatelli de Aragón y Belloni    | 1823-1824              |
| X                      | María Concepción Pignatelli de Aragón y Belloni | 1824-1859              |
| XI                     | Manuel de Llanza y Pignatelli de Aragón         | 1868-1927              |
| XII                    | Luis Gonzaga de Llanza y de Bobadilla           | 1928-1968              |
| XIII                   | Carlos de Llanza y Domecq                       | 1968-2024              |
| XIV                    | Héctor Álvaro de Llanza y Ortiz                 | 2024-actual titular    |

## Historia de los marqueses de Coscojuela
- José de Moncayo Altarriba y Gurrea (m. 19 de julio de 1678), I marqués de Coscojuela y mayordomo mayor del rey.[2]

Casó, en 1645, con Teresa Fernández de Heredia Pujades de Borja. Sucedió su hijo:
- Diego de Moncayo y Heredia (m. 9 de noviembre de 1698), II marqués de Coscojuela.[2]

Casó, en 1670, con Violante de Palafox y Cardona. Sucedió su hijo:
- Juan Bartolomé Isidro de Moncayo y Palafox (Zaragoza, mayo de 1675-Zaragoza, 14 de agosto de 1745), III marqués de Coscojuela,[2] XV conde de Fuentes, dos veces grande de España, y V marqués de Mora de Rubielos.

Casó, el 10 de septiembre de 1699, con su sobrina segunda, María Francisca de Blanes Centelles y Calatayud. Le sucedió su nieto, hijo de Antonio Pignatelli Aragón Pimentel y Carrafa, casado el 12 de septiembre de 1720 con su hija primogénita, María Francisca de Moncayo y Blanes (1700-1742).
- Joaquín Atanasio Pignatelli de Aragón y Moncayo (Caltanissetta, Sicilia, 2 de mayo de 1724-Madrid, 12 de mayo de 1776), IV marqués de Coscojuela,[2] XVI conde de Fuentes, príncipe del Sacro Romano Imperio, VI marqués de Mora de Rubielos, dos veces grande de España, barón de Alcarrás, caballero de la Orden del Toisón de Oro en 1761, embajador en Turín (1754-1758), en Londres (1760-1762) y en París (1763-1773).[5]

Casó, el 17 de agosto de 1741, con María Luisa Gonzaga y Caracciolo (1726-1773), hija de Francisco Gonzaga y Pico de la Mirandola, príncipe del Sacro Romano Imperio y I duque de Solferino, grande de España, y de Julia Quiteria Caracciolo y Ruffo. Le sucedió su hijo:
- Juan Luis  Fernández de Heredia (antes Pignatelli de Aragón y Gonzaga) (Zaragoza, 23 de enero de 1749-Madrid, 8 de octubre de 1801),  V marqués de Coscojuela,[2] XVII conde de Fuentes, IV duque de Solferino, VII conde del Castillo de Centelles,  y VII marqués de Mora de Rubielos, tres veces grande de España, príncipe del Sacro Romano Imperio, etc.[7]

Casó el 28 de julio de 1768 con Alfonsina Luisa de Egmond Pignatelli (1751-1788), hija de Casimiro Pignatelli de Egmond, XII conde de Egmond, grande de España de primera clase, etc. y de su esposa Blanca Alfonsina San Severino de Aragón. Le sucedió su hijo:
- Armando Casimiro Luis de Aragón y Egmond (París, 28 de septiembre de 1770-Zaragoza, 8 de marzo de 1809),  VI marqués de Coscojuela,[2] XVIII conde de Fuentes, V duque de Solferino, XIII conde de Egmond, cuatro veces grande de España, etc.

Le sucedió su tío carnal:
- Juan Domingo Pignatelli de Aragón y Gonzaga (Turín, 27 de enero de 1757-Madrid, 9 de noviembre de 1819), VII marqués de Coscojuela,[2] XIX conde de Fuentes, VI duque de Solferino, X marqués de Mora de Rubielos, IX conde del Castillo de Centelles, tres veces grande de España, etc.

Casó el 6 de agosto de 1794, en Zamora, con María Trinidad Wall y Manrique de Lara (1774-1836), dama de la Orden de María Luisa, hija de Eduardo Wall y Porcell y de María de la Concepción Manrique de Lara y Mayoral, III condesa de Armíldez de Toledo y señora de Loranque el Grande. Le sucedió su hijo:
- Juan Domingo Pignatelli de Aragón y Wall (Zamora, 29 de abril de 1795-Madrid, 3 de noviembre de 1823), VIII marqués de Coscojuela,[2] XX conde de Fuentes, VII duque de Solferino, XI de Mora de Rubielos y X del Castillo de Centelles, tres veces grande de España, etc.

Contrajo un primer matrimonio en 1821 con María de la Salud Manrique de Lara Mosquera (1805-1822), II condesa de Armildez de Toledo, hija de Jerónimo Manrique de Lara y Mayoral, vizconde de Loranque el Grande, y de María Gertrudis Pacheco Mosquera y Muriel, marquesa de la Olmeda. Se casó en segundas nupcias el 12 de diciembre de 1822 en Madrid con Adelaida Belloni y Meroni (1804-1858). Le sucedió su hijo del segundo matrimonio:
- Juan Bautista Pignatelli de Aragón y Belloni (Madrid, 14 de marzo de 1823-Madrid, 4 de mayo de 1824), IX marqués de Cosquejuela,[2] XXI conde de Fuentes, VIII duque de Solferino, VII marqués de Mora de Rubielos, XI conde del Castillo de Centelles, tres veces grande de España y príncipe del Sacro Romano Imperio.

Falleció en la infancia y le sucedió su hermana:
- María Concepción Pignatelli de Aragón y Belloni (m. 27 de junio de 1859), X marquesa de Cosquejuela[2] y IX duquesa de Solferino, dos veces grande de España.

Casó, el 4 de julio de 1849, con Benito Llanza y Esquivel. Sucedió su hijo:
- Manuel de Llanza y Pignatelli de Aragón (m. 18 de julio de 1927), XI marqués de Cosquejuela y X duque de Solferini, dos veces grande de España.[2]

Casó, el 16 de julio de 1881, con María Asunción de Bobadilla y Martínez de Arizala. Sucedió su hijo:
- Luis Gonzaga de Llanza y de Bobadilla (m. 28 de diciembre de 1970), XII marqués de Cosquejuela y XI duque de Solferino.[2]

Casó, el 7 de abril de 1913, con María Dolores Albert y Despujol. Sucedió, por cesión, su nieto, hijo de Carlos de Llanza y Albert y de su esposa Petra Domecq y de la Riva:
- Carlos de Llanza y Domecq, XIII marqués de Cosquejuela, XII duque de Solferino, dos veces grande de España[2] y XIV duque de Monteleón.

Casó en primeras nupcias, en 1969, con María Victoria Ortiz Fernández. Contrajo un segundo matrimonio en 1998 con Margarita Rivas Rico. Sucedió, por distribución, su hijo:
- Héctor Álvaro de Llanza y Ortiz, XIV marqués de Cosquejuela.[11]